# 삼향동
삼향동(三鄕洞)은 대한민국 전라남도 목포시의 행정 구역이다.

## 개요
무안군 삼향면 대양리 7개마을(산계, 산양, 월산, 장자곡, 노득동, 내화촌, 대박산)과 이로동 관내 석현동 2개마을(석현, 신지)을 합병하여 목포시 삼향동으로 편성한 동이다. 신도청 소재지와 인접하고 있으며, 축구센터 건립을 비롯한 일반 산업단지 개발 계획등으로 발전 잠재력이 높은 지역이다.  9개의 자연마을과 5개 아파트단지로 형성된 도.농 복합지역으로 서해안 고속도로와 국도 1ㆍ2 호선이 통과하는 목포시의 관문지역이다.

## 연혁
- 1987년 1월 1일 목포시 삼향동
- 1997년 1월 1일 목포시 행정동 분합(조례 제 1805호)으로 삼향, 옥암, 부흥동으로 분동